# Карелин, Анатолий Михайлович

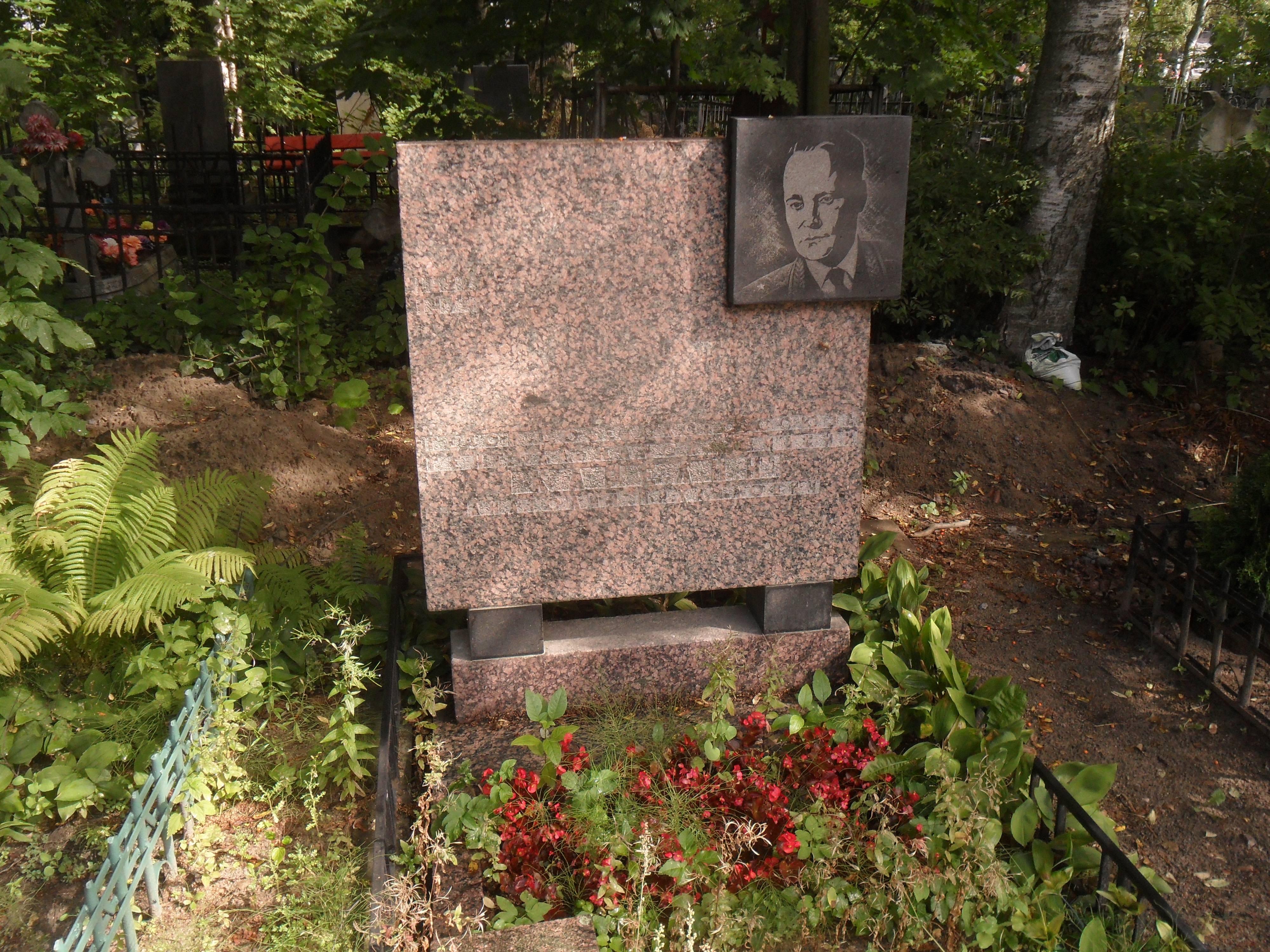
Могила А. М. Карелина на Серафимовском кладбище Санкт-Петербурга.

Анато́лий Миха́йлович Каре́лин (16 июля 1922, Далматов, Екатеринбургская губерния — 3 января 1974, Ленинград) — советский лётчик-истребитель реактивной авиации, участник Великой Отечественной и Корейской войн. Герой Советского Союза (14.07.1953). Генерал-майор авиации (1967).

## Биография
Родился 16 июля 1922 года в рабочей семье в городе Далматове Далматовской волости Шадринского уезда Екатеринбургской губернии. Русский.
В 1940 году окончил Краснодарскую спецшколу ВВС № 12. В июне 1941 года был призван в Рабоче-крестьянскую Красную Армию в связи с началом Великой Отечественной войны.
В 1944 году Карелин окончил Краснодарскую военную авиационную школу лётчиков и в декабре прибыл на фронт. Младший лейтенант Карелин воевал на Ленинградском и 1-м Украинском фронтах в составе 203-го отдельного корректировочно-разведывательного авиационного полка. Он принимал активное участие в боевых действиях на территории Польши, Чехословакии, Германии. К концу войны выполнил 20 боевых вылетов по сопровождению самолётов-корректировщиков на фоторазведку и корректировку огня артиллерии.
После окончания войны А. М. Карелин служил в авиационных частях Ленинградского военного округа и на Дальнем Востоке.
13 июня 1951 года в составе 351-го истребительного авиационного полка капитан А. М. Карелин убыл в Северную Корею для оказания интернациональной помощи Корейской Народно-Демократической Республике во время Корейской войны.
К началу лета 1951 года Стратегическая бомбардировочная авиация США существенно ограничила дневные налёты на военные объекты, а с октября прекратила их окончательно. С той поры B-29 стали действовать исключительно ночью. Встретившись с переменой тактики и стратегии противника, советское командование срочно приступило к подготовке специального авиаполка для ведения ночных боевых действий в небе Кореи.
351-й истребительный авиационный полк (50-я истребительная авиационная дивизия ПВО) начал создаваться на базе 153-й истребительной авиационной дивизии и был вооружён поршневыми истребителями Ла-11. В него начали прибывать лётчики, имевшие опыт ночных полётов в сложных метеоусловиях. В июне 1951 года полк был укомплектован и 13-го числа в полном составе перелетел из Саншилипу в Аньшань. Его командиром стал полковник И. А. Ефимов. Главной задачей полка было прикрытие важнейших стратегических объектов: моста через реку Ялуцзян в районе города Аньдун, ГЭС в районе города Сингисю, аэродромный узел Аньдун и сам Аньшань. Вскоре полк в составе 3-х эскадрилий (по 10 самолётов в каждой) приступил к ночным дежурствам.
Первую победу одержал старший лейтенант В. Курганов, сбивший В-26 «Инвайдер», но с сентября 1951 года в ночном небе появились В-29 и соперничать с ними на Ла-11 было сложно. «Крепости» забирались на высоту до 10 км и после нанесения бомбового удара с резким снижением уходили в сторону залива, куда нашим лётчикам заходить запрещалось. При этом они разгонялись до 700 км/час, и Ла-11, имея максимальную скорость в 680 км/час, догнать их не могли.
В начале декабря на боевые дежурства стали заступать наиболее опытные лётчики полка. В одну из ночей готовность заняли 2 заместителя командира полка майоры Галышевский (зам. по политчасти, позднее сбил 2 В-29) и Карелин (зам. по лётной подготовке). Встретив в ночном небе В-29, Карелин атаковал его, но неудачно, «Крепость» ушла. После проведения ряда экспериментов, было установлено, что бороться с В-29 могут только реактивные МиГ-15.
В начале января 1952 года в Китай прибыла 97-я истребительная авиадивизия ПВО под командованием полковника А. П. Шевцова. Одна из её эскадрилий была передана в 351-й авиаполк, для обучения пилотов полка полётам на МиГ-15. В мае 1952 года была одержана первая победа. Майор А. М. Карелин в свете прожекторов увидел одиночный американский бомбардировщик В-29 и, подойдя к нему вплотную, сам невидимый для противника, просто расстрелял «летающую крепость» в упор.
10 июля 1952 года американцы предприняли массированный налёт на охраняемые лётчиками 351-го авиаполка объекты. В этом ночном воздушном сражении было сбито 3 В-29, ещё несколько самолётов получили тяжёлые повреждения (из них — 2 машины сбил Карелин и ещё 1 повредил).
В одном из последующих вылетов Карелин поднялся на перехват В-29 по данным РЛС и был наведён так точно, что при сближении с самолётом противника чиркнул лафетом своего «МиГа» возле кормовой пушки оператора наведения (привёз вмятину на лафете). Стрелок кормовой установки В-29, не видя противника, начал беспорядочно палить из пушек и тем самым выдал себя. По его огню советский пилот определил, где находится самолёт, и в упор расстрелял его. Это случилось в конце ноября 1952 года.
С декабря 1952 года — заместитель командира и лётчик-инспектор по технике пилотирования 351-го ИАП.
В 1953 году вступил в КПСС.
В феврале 1953 года в районе города Ансю Карелин перехватил очередной В-29 и сбил его. Однако стрелками с бомбардировщика была повреждена и его машина. Спустя некоторое время после разворота домой из-за перебитого трубопровода остановился двигатель. Но пилот не потерял самообладания и, дотянув до взлетно-посадочной полосы аэродрома, сумел посадить машину. В самолёте Карелина обнаружили 117 пробоин, только в кабине лётчика их было 9. Сам пилот не пострадал. Это была последняя — 5-я победа А. М. Карелина, после этого боя ему запретили вылетать на боевые задания и дали отдохнуть.
18 февраля 1953 года 351-й ночной истребительный авиационный полк завершил участие в боевых действиях и убыл в полном составе в Советский Союз. За время боевой работы его лётчики записали на свой боевой счёт около 15 сбитых вражеских самолётов. На личном счету А. М. Карелина числилось 5 побед, одержанных в 50 боевых вылетах.
Указом Президиума Верховного Совета СССР от 14 июля 1953 года за образцовое выполнение служебного долга майору Карелину Анатолию Михайловичу присвоено звание Героя Советского Союза с вручением ордена Ленина и медали «Золотая Звезда» (№ 10832).
Возвратившись в СССР, А. М. Карелин продолжил службу в том же полку, переданном в состав 25-й воздушной истребительной армии ПВО Ленинградского района ПВО.
С августа 1954 года был слушателем Военно-воздушной академии в Монино, которую окончил в 1957 году.
С ноября 1957 года подполковник А. М. Карелин командовал 149-м гвардейским истребительным авиационным полком ПВО (13-я гвардейская истребительная авиационная дивизия). С июля 1960 года полковник А. М. Карелин был начальником отдела боевой подготовки и боевого применения 30-го отдельного корпуса ПВО. С февраля 1961 года — заместитель командира 17-й дивизии ПВО.
С июля 1962 года — слушатель Военной академии Генерального штаба, которую окончил в июне 1964 года. С июля 1964 года — заместитель начальника авиации 2-й отдельной армии ПВО. С декабря 1965 года — командир 4-й дивизии ПВО. С сентября 1968 года генерал-майор авиации А. М. Карелин командовал 14-й дивизией ПВО (до декабря 1969 года).
С 6 марта 1970 года генерал-майор авиации А. М. Карелин — в запасе. Проживал в Ленинграде.
Анатолий Михайлович Карелин умер 3 января 1974 года. Похоронен на Серафимовском кладбище Санкт-Петербурга (47 уч.).

## Награды
- Герой Советского Союза (14.07.1953)
  - Медаль «Золотая Звезда» № 10832
- Два ордена Ленина (21.06.1952, 14.07.1953)
- Два ордена Красного Знамени (25.09.1952, 22.02.1968)
- Орден Отечественной войны II степени (26.06.1945)[3][5]
- Орден Красной Звезды (30.12.1956)
- медали, среди которых
  - Медаль «За боевые заслуги» (13.06.1952)
  - Медаль «За взятие Берлина»
  - Медаль «За освобождение Праги»

Награды иностранных государств
- Орден Свободы и Независимости (Корейская Народно-Демократическая Республика)
- Медаль «Китайско-советская дружба» (Китайская Народная Республика)

## Воинские звания
- Младший лейтенант (31.08.1944)
- Лейтенант (22.10.1947)
- Старший лейтенант (5.06.1951)
- капитан (1.11.1951)
- Майор (14.06.1952)
- Подполковник (13.04.1956)
- Полковник (5.11.1959)
- Генерал-майор авиации (23.02.1967)

## Память
- 1 мая 2015 года по инициативе редакции районной газеты «Далматовский вестник» на Аллее Героев (заложена 9 мая 1984 года) в городском парке города Далматово были посажены березки. У каждой березки установлена табличка-обелиск с именем Героя. Среди них А. М. Карелин[6].
- В 2019—2020 годах по инициативе депутата Курганской областной Думы Федора Ярославцева на Аллее Героев в городском парке города Далматово установлены 14 бюстов Героев. Бюсты героев были вылеплены из глины шадринским скульптором Александром Сергеевичем Галяминских, а отлиты на средства спонсоров — предпринимателей и организаций района. Среди них бюст А. М. Карелина. Открытие было приурочено к 75-летию Победы 9 мая 2020 года[7].